# Apocynum androsaemifolium
Apocynum androsaemifolium es una especie de planta medicinal perteneciente a la familia de las apocináceas. Es originario de Norteamérica.

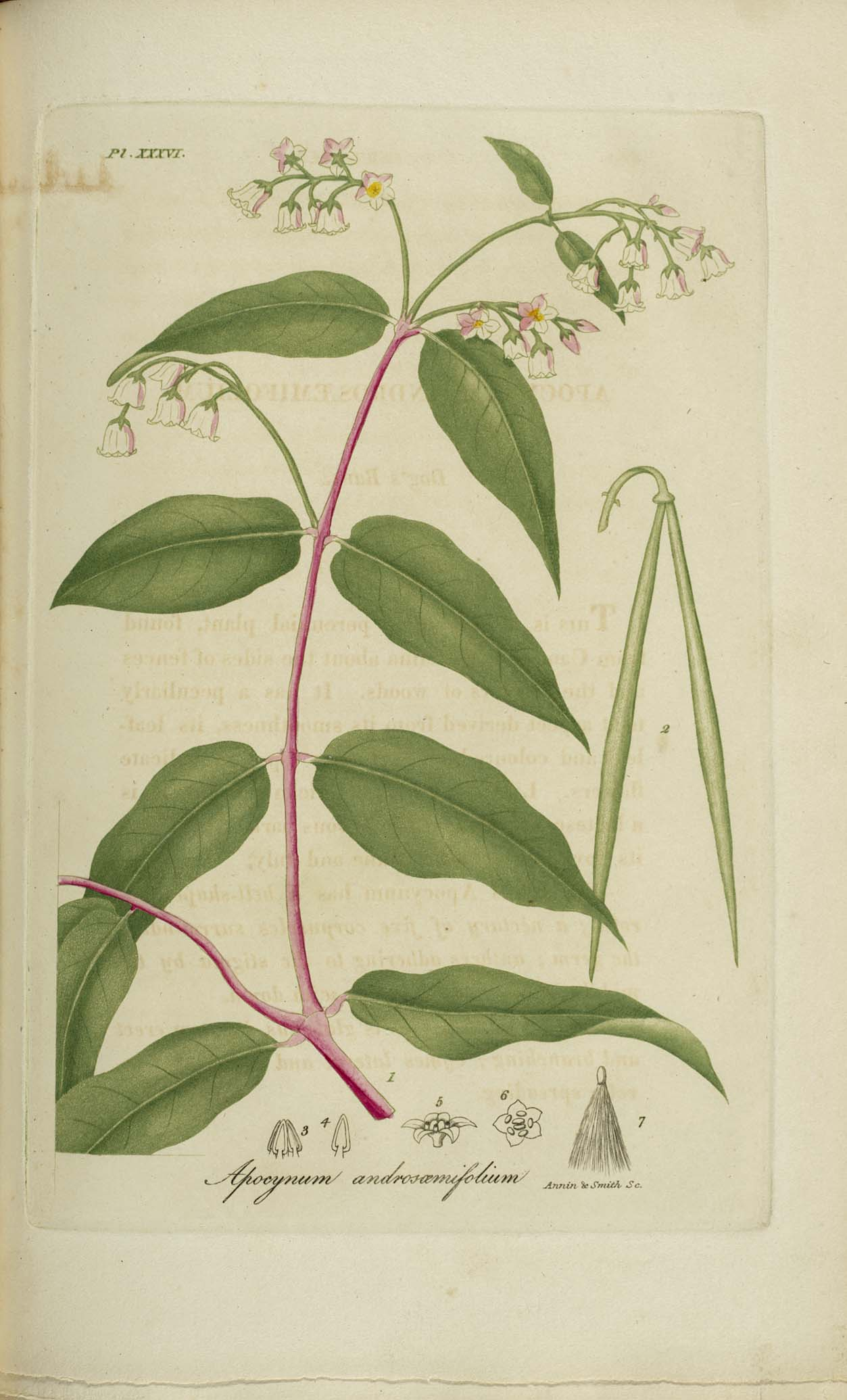
Ilustración

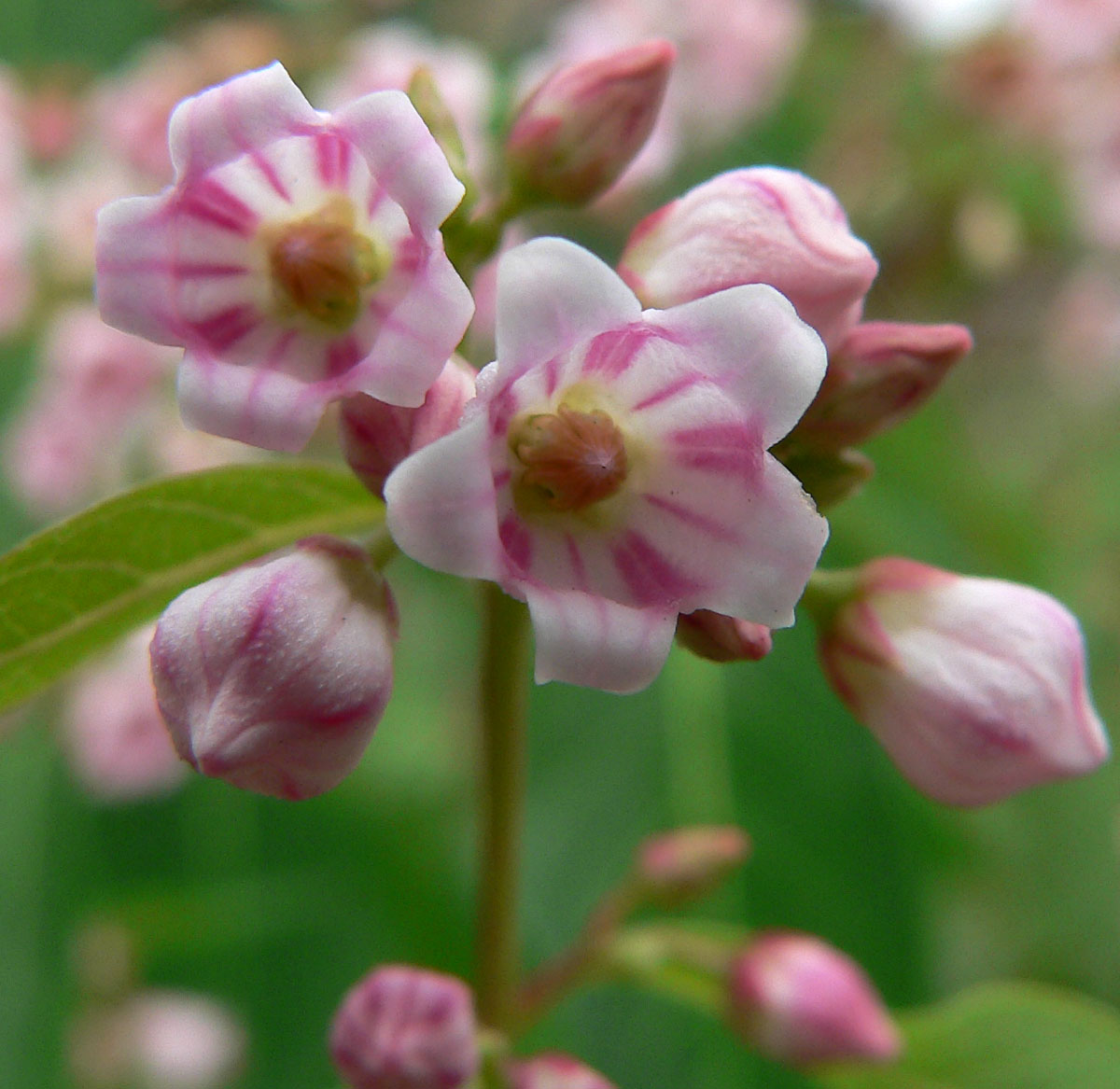
Detalle de las flores

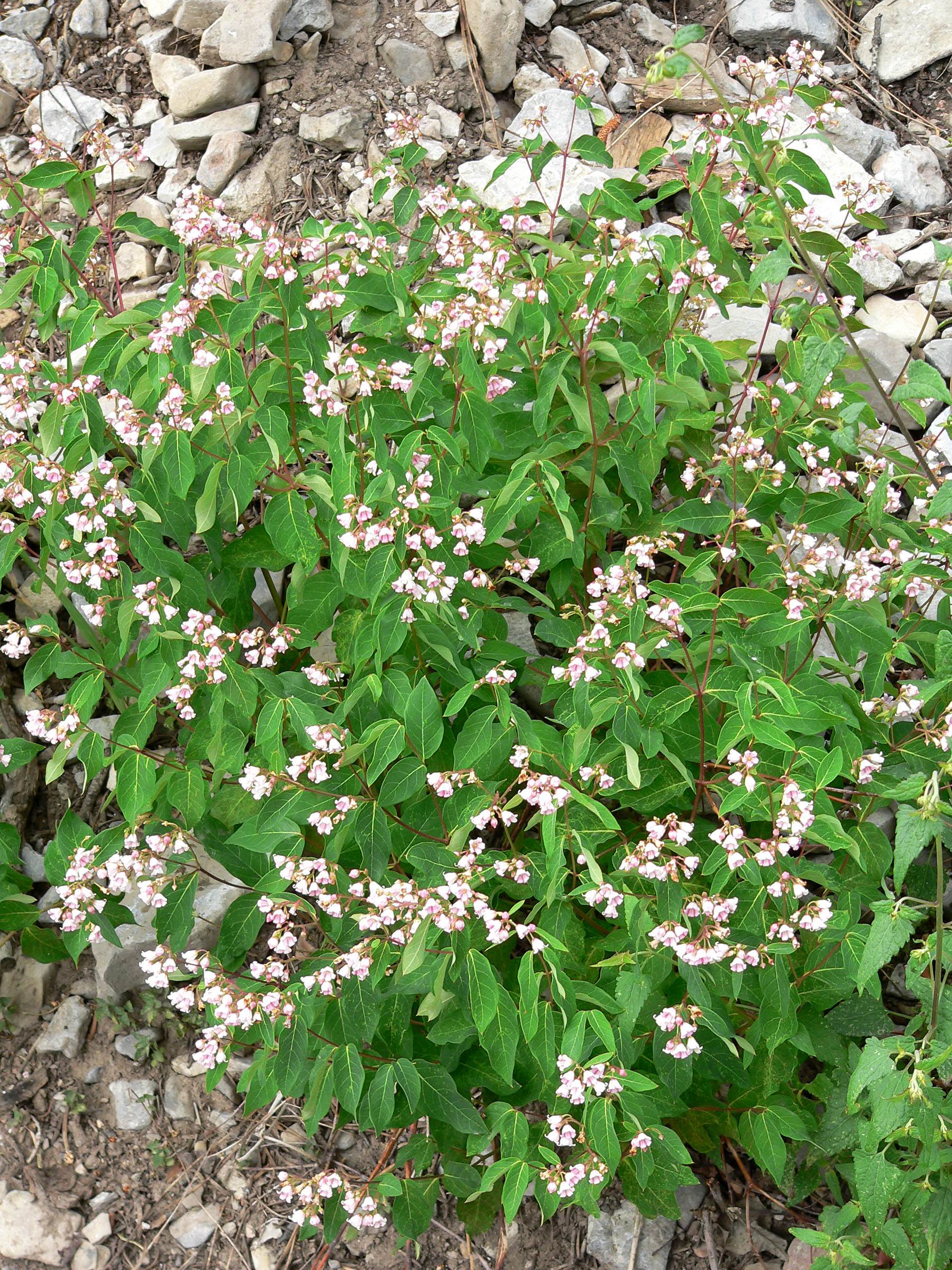
Vista de la planta

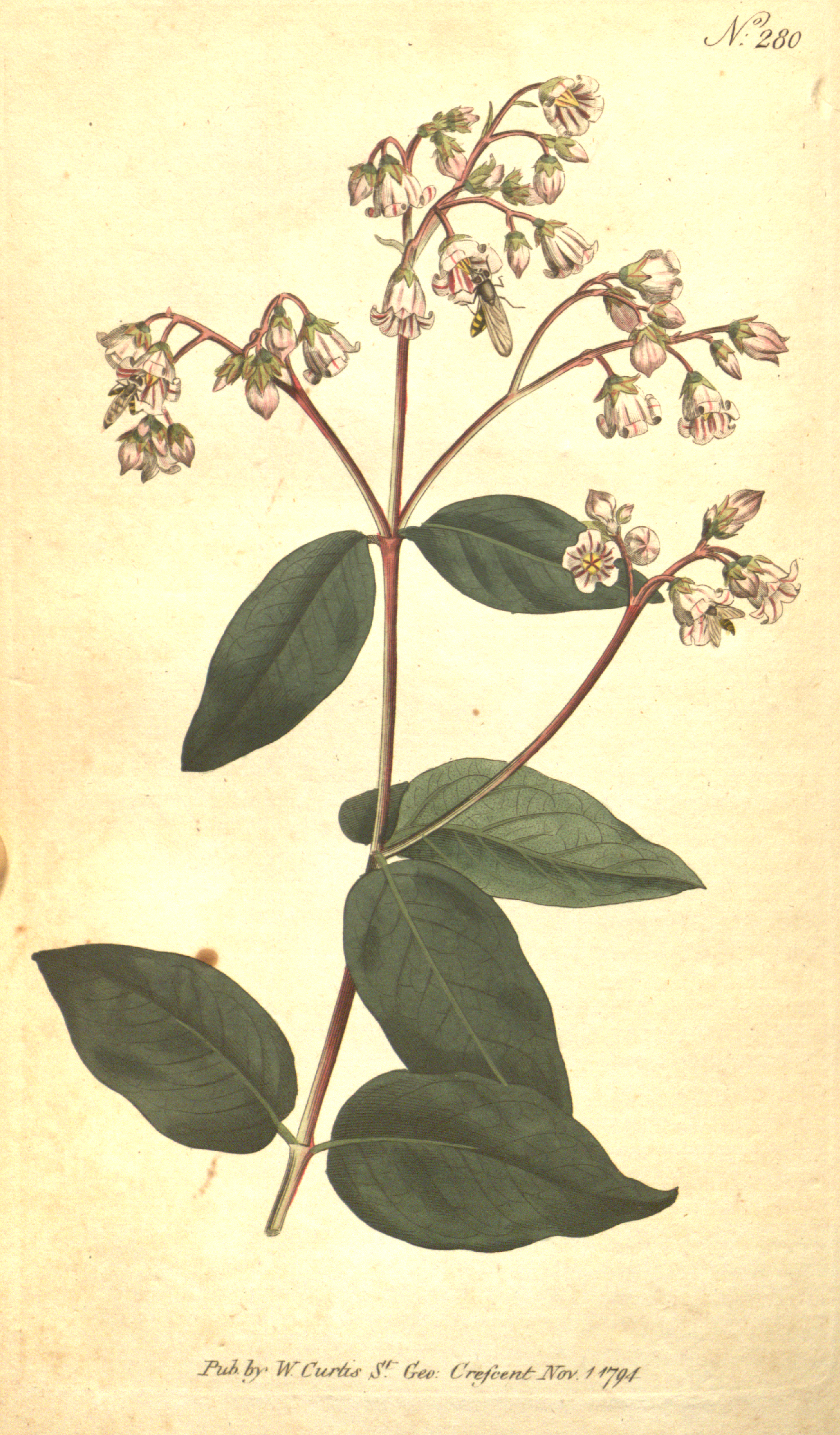
Ilustración

## Descripción
Es una planta herbácea perenne que alcanza los 5 o 6 metros de altura, ramificada, y, en común con los otros tres miembros del género, contiene savia lechosa que aparece en los tallos rotos. Las hojas son de color verde oscuro el haz y más pálido y suave el envés, ovales, y de 5 a 6 cm de largo.  Las flores son blancas, teñidas de rojo y con cinco escalas en la garganta de la corola, que segregan un líquido dulce, muy atractivo para las moscas.  Estas escalas son muy sensibles, y cuando son tocadas se curvan hacia dentro, encarcelando a los insectos.
La corteza es dura y fibrosa y es utilizada por los indios de California como un sustituto para el cáñamo, en la fabricación de cordeles, bolsas, redes de pesca y para ropa de cama.
La raíz lechosa se encuentra en el comercio en piezas cilíndricas, de color rojizo o marrón grisáceo. Casi no tiene olor y el sabor es como de almidón, luego es amargo y acre.
La naturaleza del principio activo es incierta. Un glucósido, apocynamarin, fue separado, pero la actividad se cree que se debe no a un glucósido, sino a un principio muy amargo, Cymarin.

## Usos medicinales
Es uno de los tónicos cardíacos del grupo de los digitálicos, apocynum, es el más poderoso en la ralentización del pulso. Puede causar náuseas y catarsis, por lo que algunas personas no lo pueden tolerar. Se trata de un hidragogo poderoso, útil en edemas debido a la insuficiencia cardíaca.
Se utiliza como una alternativa en el tratamiento del reumatismo, la sífilis y la escrófula.

## Taxonomía
Apocynum androsaemifolium fue descrita por Carlos Linneo y publicado en Species Plantarum 1: 213. 1753.
Etimología
Apocynum: nombre genérico que deriva del griego apo = "fuera de", y kyon o kunos = "perro", es decir "nocivo para los perros", en referencia a su antiguo uso como veneno para los perros.
androsaemifolium: epíteto latino que significa "como las hojas de Androsaemum.
Sinónimos
- Cynopaema androsaemifolium (L.) Lunell

subsp. androsaemifolium	
- Apocynum ambigens Greene
- Apocynum detonsum (Piper) Frye & Rigg
- Apocynum macranthum Rydb.
- Apocynum occidentale Rydb. ex Bég. & Beloserky

var. griseum (Greene) Bég. & Beloserky
- Apocynum griseum Greene

var. incanum A.DC.
- Apocynum incanum (A. DC.) G.S. Mill.
- Apocynum muscipulum Moench
- Apocynum pumilum var. rhomboideum (Greene) Bég. & Belosersky
- Apocynum rhomboideum Greene
- Apocynum scopulorum Greene ex Rydb.
- Apocynum silvaticum Greene

subsp. pumilum (A.Gray) B.Boivin
- Apocynum ambigens var. bicolor (E.A.McGregor) Bég. & Belosersky
- Apocynum androsaemifolium var. pumilum A.Gray
- Apocynum austinae Greene
- Apocynum bicolor E.A.McGregor
- Apocynum calophyllum Greene
- Apocynum cardiophyllum Greene
- Apocynum cercidium Greene
- Apocynum ericifolium Greene ex Bég. & Belosersky
- Apocynum eximium Greene
- Apocynum luridum Greene
- Apocynum molle Greene ex Bég. & Belosersky
- Apocynum ovalifolium Greene
- Apocynum paniculatum Greene
- Apocynum plumbeum Greene
- Apocynum pumilum (A.Gray) Greene
- Apocynum rotundifolium Greene
- Apocynum stenolobum Greene
- Apocynum xylosteaceum Greene

var. tomentellum (Greene) B.Boivin
- Apocynum arcuatum Greene
- Apocynum cinereum A.Heller
- Apocynum diversifolium Greene
- Apocynum polycardium Greene
- Apocynum pulchellum Greene
- Apocynum tomentellum Greene[4]